# Милаве
Милаве́ (фр. и окс. Milhavet) — коммуна во Франции, находится в регионе Юг — Пиренеи. Департамент — Тарн. Входит в состав кантона Альби-3. Округ коммуны — Альби.
Код INSEE коммуны — 81166.

## География
Коммуна расположена приблизительно в 540 км к югу от Парижа, в 70 км северо-восточнее Тулузы, в 15 км к северо-западу от Альби.

## Климат
Климат умеренно-океанический. Зима мягкая и дождливая, лето жаркое с частыми грозами. Ветры довольно редки.

## Население
Население коммуны на 2010 год составляло 86 человек.
| 1962 | 1968 | 1975 | 1982 | 1990 | 1999 | 2010 |
| ---- | ---- | ---- | ---- | ---- | ---- | ---- |
| 112  | 122  | 90   | 87   | 92   | 94   | 86   |

## Экономика
В 2007 году среди 47 человек в трудоспособном возрасте (15—64 лет) 35 были экономически активными, 12 — неактивными (показатель активности — 74,5 %, в 1999 году было 67,2 %). Из 35 активных работали 34 человека (19 мужчин и 15 женщин), безработным был 1 мужчина. Среди 12 неактивных 3 человека были учениками или студентами, 5 — пенсионерами, 4 были неактивными по другим причинам.